# 파트릭 드베르
파트리크 드베르(Patrick Dewaere, 1947년 1월 26일 ~ 1982년 7월 16일)는 프랑스의 배우, 작곡가, 가수이다.
생브리외에서 태어났으며 파리에서 사망하였다. 사인은 총상이다. 메네루아르에 매장되었다.

## 출연 작품
- En effeuillant la marguerite (1956)
- 파리는 불타고 있는가? (1966)
- Les Mariés de l'an Deux (1971)
- 파리는 안개에 젖어 (1971)
- 고환 (1974)
- 형사 반장, 베르자 (1975, Adieu poulet)
- 가장 잘 걷는 법 (1976, La Meilleure Façon de marcher)
- 손수건을 꺼내라 (1978)
- 뒤통수 까기 (1979)
- 세리 누아르 (1979, Série noire) - 프랑크 푸파르 역
- 나쁜 아들 (1980, Un mauvais fils)
- 좋은 아버지 (1981, Beau-père)
- 열차 속의 수수께끼 여인 (1981, Hôtel des Amériques)